# سوفنتانیل

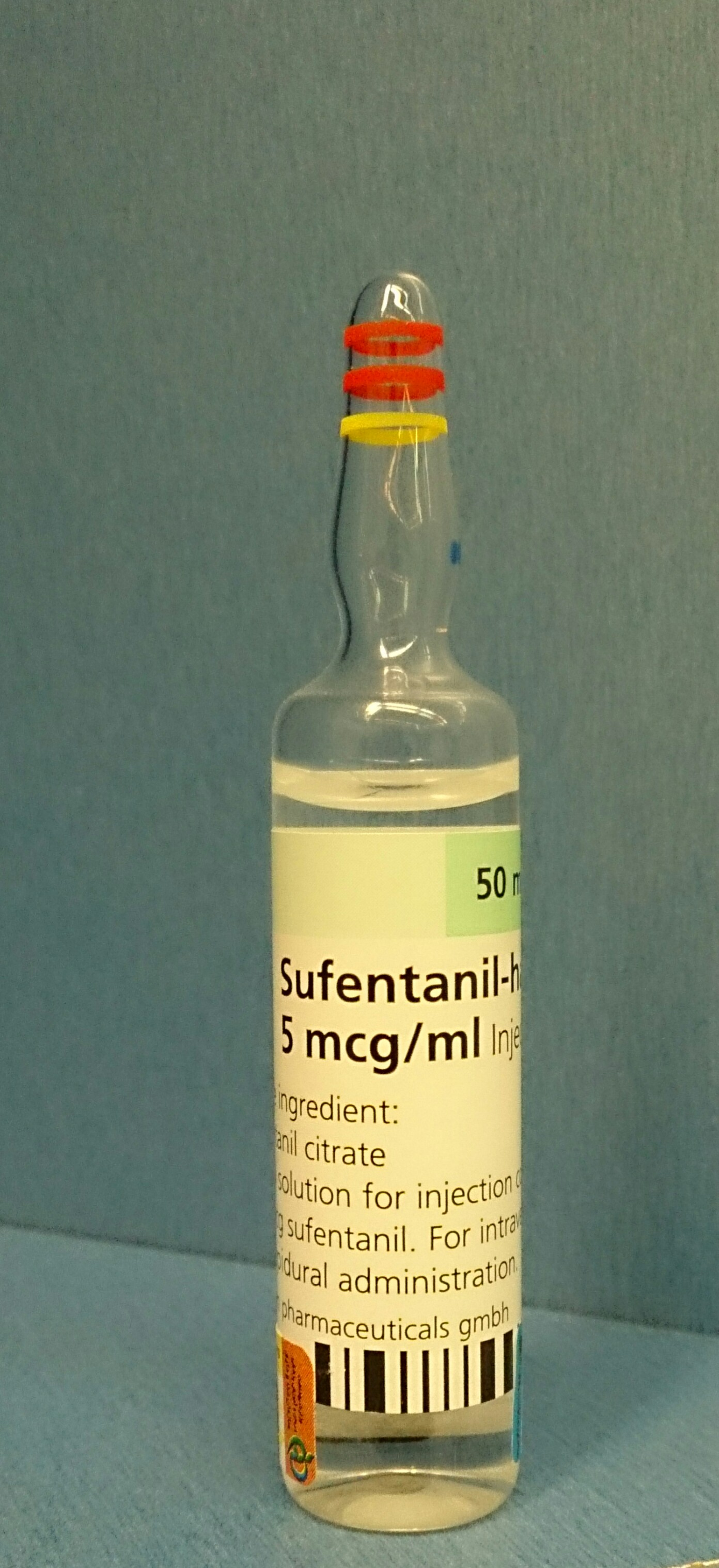
آمپول سوفنتانیل

سوفنتانیل (R30730 نام تجاری Sufenta) یک مخدر صنعتی بوده که در حدود پنج تا ۱۰ برابر قوی تر از مخدر فنتانیل و ۵۰۰ بار قویتر از مورفین می‌باشد. ساختار سوفنتانیل با فنتانیل از نظر افزودن گروه متیل اکسی در حلقه پیپریدین تفاوت دارد. اعتقاد بر این است این تغییر باعث کاهش مدت اثر نیز می‌شود. سوفنتانیل در سال ۱۹۷۴ در مرکز (به انگلیسی: Janssen Pharmaceutica) ساخته شد. سوفنتانیل در مراکز مختلف با نامهای مختلف شناخته می‌شود از جمله سوفنتا و سوفنتیل.
سوفنتانیل با یا بدون لیدوکائین یا مپیواکائین به عنوان یک چسب ترانس درمال در دسترس است شبیه به (به انگلیسی: Duragesic) و در اروپا تحت نام‌های تجاری مانند (به انگلیسی: Chronogesic) در دسترس است.

## موارد استفاده
استفاده اصلی از این دارو در اتاق عمل و مراقبت‌های ویژه، در مواردی که تسکین درد برای یک دوره کوتاه مدت مورد نیاز است. خواص بی دردی و آرامبخشی این دارو باعث می‌شود که در طی فرایند بیهوشی از آن به عنوان یک ضد درد مناسب استفاده شود معمولاً تجویز آن تحت نظر پزشک از طریق داخل وریدی انجام می‌شود. در برخی از کشورها سوفنتانیل، تنها برای اپیدورال استفاده می‌شود.
به دلیل قدرت بسیار بالای سوفنتانیل این دارو اغلب در موارد عمل جراحی و مدیریت درمان درد بعد از عمل برای بیمارانی که به شدت به مواد مخدر وابسته یا مقاوم شده‌اند استفاده می‌شود. در حال حاضر سوفنتانیل قوی‌ترین داروی مسکن مخدر است که برای استفاده در انسان در دسترس است. اگر چه مخدرهای قوی تری نیز وجود دارد اما همه آنها فقط برای استفاده در دامپزشکی تأیید شده‌اند. از این دارو در اعمال جراحی و کنترل درد بعد از عمل برای بیمارانی که در حال مصرف دوز بالا بوپرنورفین برای درد مزمن هستند استفاده می‌شود، به دلیل آنکه تنها ماده مخدری که دارای قدرت و میل اتصال قوی به گیرنده‌های مخدری برای جابجایی بوپرنورفین از گیرنده‌ها در سیستم اعصاب مرکزی و ایجاد بی دردی است این دارو است.

## اثرات جانبی
ضروری است افرادی از این دارو استفاده کنند که به مدیریت راه هوایی بیمار و کار با تجهیزات تنفسی آشنا باشند، زیرا استفاده از دوز بالا یا تزریق سریع این دارو موجب توقف تنفس می‌شود.
سایر عوارض جانبی عبارتند از: بی نظمی ریتم قلب و تغییرات در فشار خون و حالت تهوع و استفراغ.
سوفنتانیل در موارد بسیار نادر می‌تواند با ایجاد شوک آنافیلاکسی سبب تهدید زندگی فرد شود.

## اور دوز
به دلیل قدرت بالای سوفنتانیل پزشکان باید برای بازگرداندن اثرات این دارو آماده باشند. علائم مصرف بیش از حد این دارو عبارت است از تضعیف سیستم تنفسی یا توقف تنفس. همان‌طور که نالوکسان (نام تجاری Narcan) برای سایر مخدرها پادزهر قطعی است برای سوفنتانیل هم استفاده می‌شود. بسته به مقدار تجویز نالوکسان می‌توان دپرسیون تنفسی را کرد و اگر به اندازه کافی تجویز شود به طور کامل اثرات سوفنتانیل می‌شود. به طور معمول پزشکان در این شرایط با استفاده از تجویز مقدار کافی نالوکسان دپرسیون تنفسی را تا نقطه‌ای که در آن تنفس بیمار آغاز می‌شود ادامه می‌دهند، ادامه تجویز و کامل باعث بروز علایم شدید ترک اعتیاد خواهد شد که خود این امر باعث ایجاد اثرات جانبی منفی می‌شود.